# Jean-Pascal Barraque
Ne doit pas être confondu avec Jean Barraqué.
Cet article possède un paronyme, voir Barraqué.
« Barraque » redirige ici. Pour les articles homophones, voir Barack et Baraque.

a Compétitions nationales et continentales officielles uniquement.

b Matchs officiels uniquement.
Dernière mise à jour le 16 juin 2025.
Jean-Pascal Barraque, né le 24 avril 1991 au Chesnay, est un joueur français international de rugby à XV et à sept qui évolue au poste de demi d'ouverture, centre, arrière ou ailier. 
Avec le Biarritz olympique, il remporte le Challenge européen en 2012.
Il est champion olympique avec l'équipe de France de rugby à sept au Jeux olympiques de Paris 2024.

## Biographie

### Jeunesse et formation
Jean-Pascal Barraque découvre le rugby au Rugby Club concarnois en 1998, avant de partir au Stade toulousain en 2007 avec lequel il finit champion de France cadets en 2008. Il rejoint ensuite le club de Tarbes pendant un an avant d'intégrer le centre de formation du Biarritz olympique en 2009.
Il fait partie de la promotion Jacques Fouroux (2009-2010) au Pôle France du Centre National de Rugby de Linas-Marcoussis aux côtés de, entre autres, Paul Couet-Lannes, Marvin O'Connor, Vincent Martin, Gillian Galan, Kevin Gimeno, Antoine Guillamon et Yann Lesgourgues.
Sélectionné dans toutes les équipes de France jeunes, des moins de 17 ans au moins de 21 ans, il décroche le titre de Champion d'Europe des moins de 18 ans en 2009 et participe au championnat du monde junior en 2011 (4e place).

### Débuts professionnels à Biarritz (2010-2013)

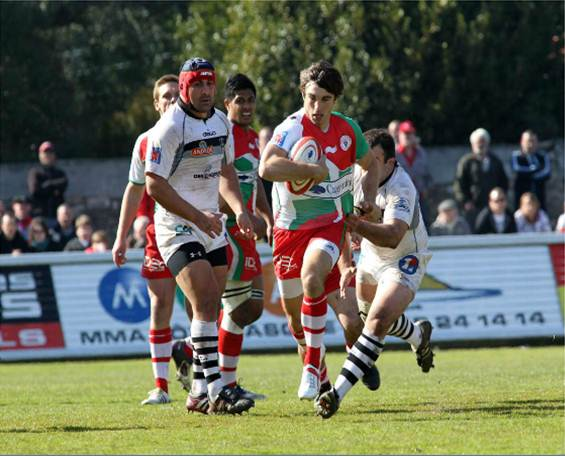
Jean-Pascal Barraque, avec le Biarritz olympique, en 2012.

Jean-Pascal Barraque dispute son premier match professionnel le 28 août 2010 à la place de Iain Balshaw lors de la rencontre Agen-Biarritz remportée par Agen 28 à 23. Il fait partie d'une nouvelle génération de jeunes joueurs au Biarritz olympique avec Yann Lesgourgues et Paul Couet-Lannes qui s'intègrent petit à petit dans l'effectif professionnel de l'équipe. Jean-Pascal Barraque est aussi le symbole d'une génération de jeunes demi d'ouverture français qui s'imposent en ce début de saison 2010-2011 dans le Top 14 comme Nicolas Bézy et Jean-Marc Doussain à Toulouse, Gilles Bosch à Perpignan, Mathieu Bélie à Brive ou encore Pierre Bernard à Castres.
Il est aussi international de rugby à sept depuis le tournoi de Las Vegas qui s'est déroulé en février 2012.
Durant la saison 2011-2012, il remporte le Challenge européen en battant en finale le RC Toulon. Durant ce match, il est titulaire au centre accompagné par Damien Traille et son équipe s'impose sur le score de 21 à 18

### Passage au Stade toulousain (2013-2014)

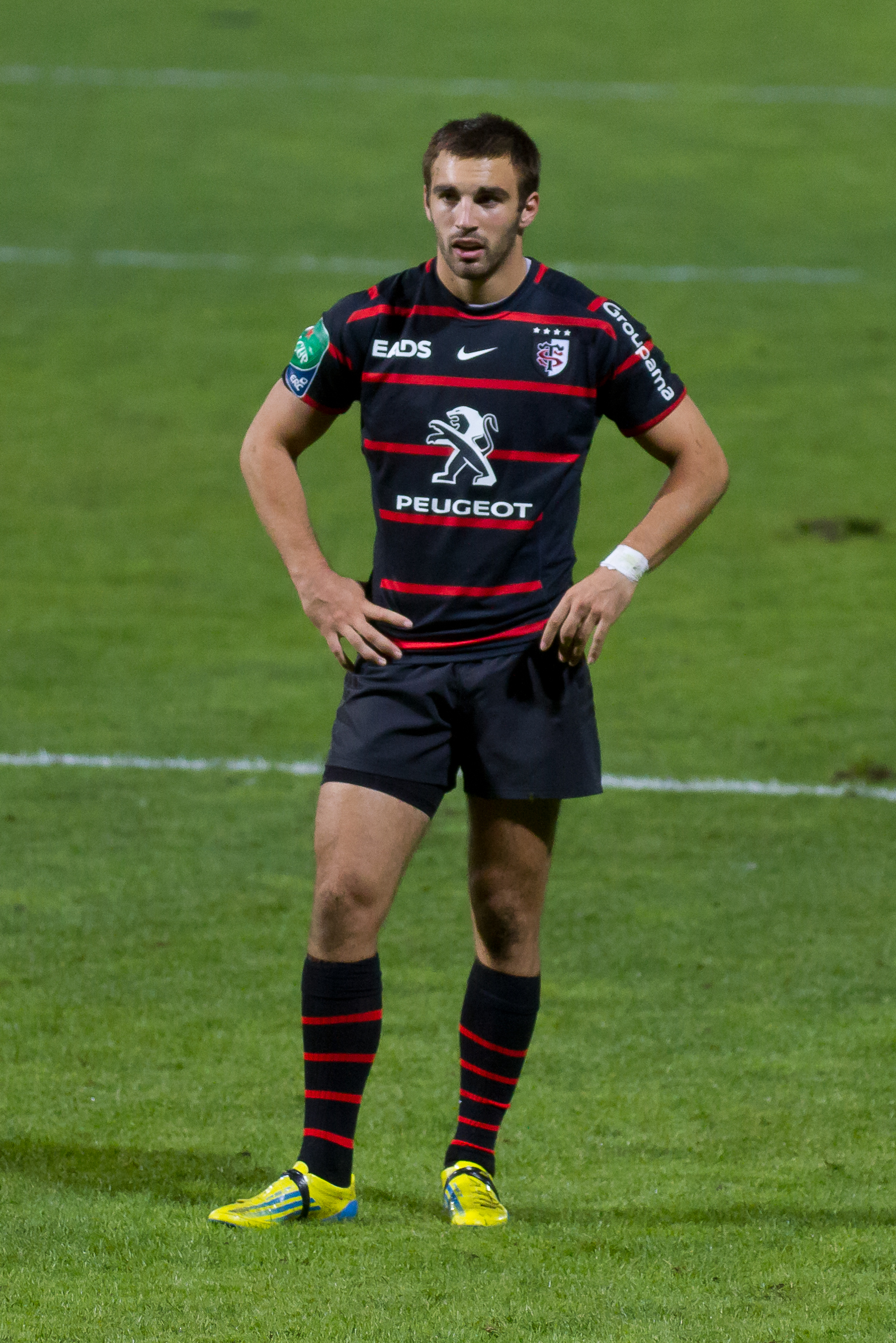
Jean-Pascal Barraque avec le Stade toulousain en 2013.

En 2013, durant l'intersaison il est transféré au Stade toulousain et y signe un contrat d'une durée de trois ans. Il est alors âgé de 21 ans. Il retourne alors dans le club dans lequel il avait joué une saison en cadets et avait remporté le titre de champion de France de la catégorie. Pour la saison 2013-2014, il est en concurrence avec le néo-zélandais Luke McAllister et l'international français Lionel Beauxis. Cependant, il ne parvient à s'imposer dans son nouveau club, ne jouant que neuf rencontres toutes compétitions confondues.

### Stade rochelais, France à sept et Union Bordeaux Bègles (2014-2020)
Après une saison difficile à Toulouse, Jean-Pascal Barraque rejoint alors le Stade rochelais à partir de la saison 2014-2015, où il reste deux ans. Il est ensuite libéré à l'issue de la saison 2015-2016 afin de rejoindre l'équipe de France de rugby à sept. En mai 2016, il réintègre l'équipe de France de rugby à sept avec qui il prend part au dernier tournoi de la saison à Londres. La Fédération française lui propose alors un contrat fédéral pour intégrer à plein temps l'équipe de France, chose qu'il accepte.
En 2017, il prolonge son contrat fédéral avec la FFR jusqu'en 2019. Mais avant de repartir sur le circuit du Sevens, il effectue une pige auprès du club de l'Union Bordeaux Bègles. Durant quatre mois, il est dans l'effectif girondin pour pallier la blessure de Romain Lonca.
Il participe à la Coupe du monde de rugby à sept 2018 durant laquelle il joue cinq matchs et marque vingt points. Les Français terminent huitièmes de la compétition. Depuis le tournoi de Vancouver 2019, il est le capitaine de l'équipe de France de rugby à sept.
Par ailleurs, il a posé nu pour les éditions 2017, 2018 et 2019 du calendrier des Dieux du Stade organisé par le club du Stade français.

### Transfert à Clermont et sélection avec le XV de France (2020-2023)
En septembre 2020, il s'engage en tant que joueur supplémentaire à l'ASM Clermont jusqu'en janvier 2021. Pour sa première saison en Auvergne, il joue 14 matchs et marque cinq essais.
En novembre 2020, il est retenu dans le groupe de 31 joueurs de l'équipe de France de rugby à XV par Fabien Galthié pour préparer le match de Coupe d'automne des nations contre l'Italie. Ce groupe est marqué par l'absence des habituels titulaires limités à 3 matches en automne 2020. Il est titularisé au centre avec Jonathan Danty et les Français s'imposent 36 à 5,.
En septembre 2022, il est retenu pour participer à la Coupe du monde de rugby à sept 2022, la deuxième de sa carrière. Venus pour remporter le titre, les Français terminent sixième. Jean-Pascal Barraque a joué quatre matchs et inscrit 25 points durant ce tournoi.

### Signature à l'USAP et champion olympique (depuis 2023)
L'USA Perpignan officialise en juin 2023 la signature de Jean-Pascal Barraque pour deux saisons. 
Lors des Jeux olympiques de Paris 2024, il est sacré champion olympique avec l'équipe de France de rugby à sept qui l'emporte contre les Fidji.
Il s'engage en 2025 à Nissa Rugby en Nationale.

## Style de jeu
Jean-Pascal Barraque a pour caractéristiques notables sa vivacité et son explosivité (il a également pratiqué l'athlétisme) : il est réputé pouvoir rivaliser avec les ailiers les plus rapides, notamment Takudzwa Ngwenya, son partenaire de club du Biarritz olympique. Il est crédité d'un record de 1,55 s sur 10 m et de 3,84 s sur 30m.

## Statistiques

### Internationales

#### Équipe de France des moins de 20 ans
Jean-Pascal Barraque compte 10 sélections en équipe de France des moins de 20 ans en une saison, prenant part à une édition du Tournoi des Six Nations des moins de 20 ans en 2011 et une édition du Championnat du monde junior en 2011. Il a marqué 54 points.

#### XV de France
Jean-Pascal Barraque compte une seule sélection en équipe de France, durant la Coupe d'automne des nations en 2020.
| Année | Compétition                 | Matchs | Points | Essais |
| ----- | --------------------------- | ------ | ------ | ------ |
| 2020  | Coupe d'automne des nations | 1      | -      | -      |
| Total | Total                       | 1      | 0      | 0      |

#### Équipe de France à sept
Jean-Pascal Barraque compte 182 sélections en équipe de France à sept, pour 79 essais marqués et 848 points inscrits.

## Palmarès

### En club
- Vainqueur du Championnat de France cadet Alamercery en 2008 avec le Stade toulousain.
- Vainqueur du Challenge européen en 2012 avec le Biarritz olympique.

### En équipe nationale
| Saison    | Statistiques | Statistiques | Statistiques | Classement final | Tournois disputés | Vainqueur du tournoi | 2e place | 3e place |
| Saison    | M            | Ess          | Pts          | Classement final | Tournois disputés | Vainqueur du tournoi | 2e place | 3e place |
| --------- | ------------ | ------------ | ------------ | ---------------- | ----------------- | -------------------- | -------- | -------- |
| 2011-2012 | 6            | 1            | 5            | 9e               | 1/9               | 0                    | 0        | 0        |
| 2015-2016 | 6            | 2            | 10           | 11e              | 1/10              | 0                    | 0        | 0        |
| Total     | 12           | 3            | 15           | -                | 2                 | 0                    | 0        | 0        |

- Champion d'Europe 2009 en équipe de France de rugby à XV des moins de 18 ans
- Vancouver 2019 et Hong Kong 2019.
- Membre de l'équipe type à Vancouver (2019)[25].
- Impact Player et meilleur réalisateur du Tournoi de France de rugby à sept 2019
- Vainqueur de la série mondiale 2023-2024 (Tournoi de Madrid)[26]
- Champion olympique 2024

## Décorations
- Chevalier de la Légion d'honneur (décret du 23 septembre 2024)[27]